# Saalband
Als Saalband, auch Salband, Sahlband, Seilband, Solband, Saum oder Gangulme, bezeichnet man im Bergbau sowohl die obere als auch die untere Begrenzungsfläche eines Ganges gegen das Nebengestein. Dabei wird die Begrenzungsfläche gegen das Liegende als liegendes Saalband und die Abgrenzungsfläche gegen das Hangende als hangendes Saalband bezeichnet. Hierbei gilt, sowohl die Sohle als auch das Dach machen noch kein ordentliches Saalband aus.

## Grundlagen und Unterschiede
Bei Ganglagerstätten verläuft die Abtrennung zwischen dem eigentlichen Gang und dem Nebengestein recht unterschiedlich. Es gibt Lagerstätten, bei denen im Hangend- und im Liegendbereich eine klare Trennung zwischen dem eigentlichen Mineral und dem Nebengestein besteht. Diese Abtrennung verläuft in der Regel sehr deutlich, sodass das Nutzmineral nicht mit dem Nebengestein verwachsen ist. Ist an dieser Trennstelle eine offene Spalte entstanden, so bezeichnet man diese als offene Ablösung. Das Saalband bezeichnet man dann als abgelöstes Saalband. Die Trennstellen sind, je nach Lagerstätte, mit einer dünnen Schicht aus Ton, Glimmer, Hornstein Talk oder Speckstein überzogen. Wenn die Trennstellen sehr glatt sind, so dass sie spiegeln, bezeichnet sie der Bergmann als Spiegel oder Harnisch. Im frühen Bergbau galt ein guter Harnisch als Zeichen eines reichhaltigen Ganges. Neben diesen deutlichen Abgrenzungsflächen bezeichnet man oftmals auch die letzten parallel liegenden Teile der Gangmasse als Saalband. Hierbei gibt es keine klare Trennstelle und das Gestein ist oftmals miteinander verwachsen. In einigen Lagerstätten verlaufen die Saalbänder im Liegenden und Hangenden unterschiedlich. Insbesondere in Störungszonen kommt es vor, dass der Gang im Liegendbereich durch ein scharfes Saalband vom Nebengestein abgegrenzt wird und im Hangendbereich allmählich in die ungestörten Gesteinsschichten übergeht. Es gibt auch Lagerstätten, bei denen der Gang durch eine dünne, lettige Schicht vom eigentlichen Nebengestein abgetrennt ist. Diese Übergänge werden als Besteeg  oder Besteg bezeichnet.